# Luehea

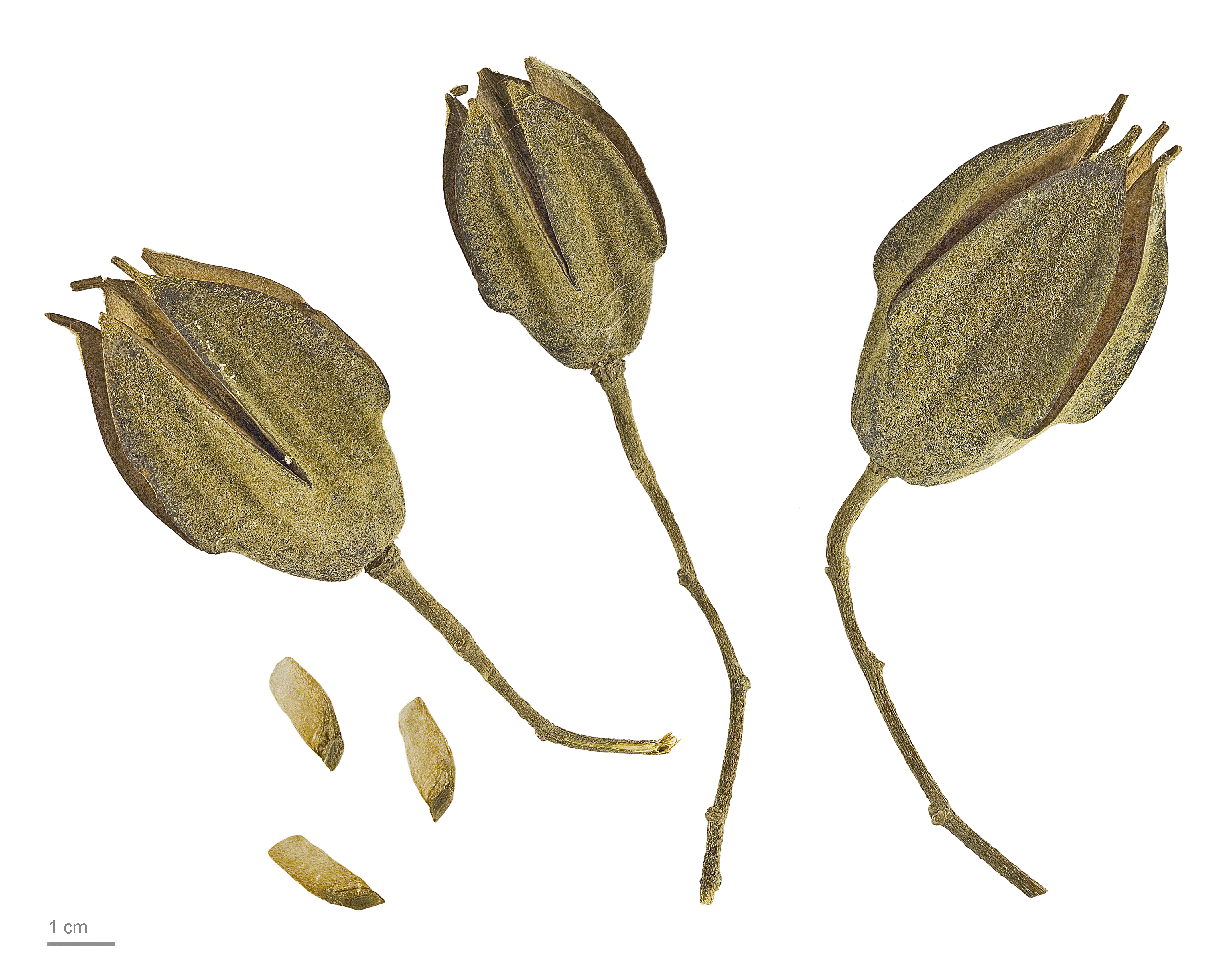
Luehea sp.

Luehea  es un género de plantas con flores con 46 especies perteneciente a la familia de las  Malvaceae. Se distribuye desde México hasta Argentina.

## Descripción
Son árboles, con ramas jóvenes y pecíolos densamente cubiertos con tricomas estrellados. Hojas elípticas, ovado-oblongas, u oblongo-obovadas, margen frecuentemente dentado o serrado, nervios laterales 3–8 pares, con el par basal marcadamente desarrollado; estípulas caducas. Inflorescencias axilares o terminales, flores solitarias o apareadas, o paniculiformes con pocas a muchas flores, brácteas caducas, epicáliz de 6–19 bractéolas involucrales, bractéolas linear-oblongas, libres a largamente connadas en la base, caducas o bastante persistentes, flores 5-meras; sépalos libres o casi libres, oblongo-lanceolados, caducos; pétalos de forma variada, libres, más largos que los sépalos, blancos, amarillos o morados, en la base con glándulas gruesas y carnosas de forma variada; estambres numerosos, cortamente connados basalmente en 5 falanges, falanges rara vez unidas en un tubo estaminal corto, los estambres exteriores estaminodiales, ambos blanco-vellosos en la base, anteras versátiles y mediifijas, dehiscencia longitudinal; ovario súpero, comúnmente sésil, 5-locular, cada lóculo con muchos óvulos. Fruto una cápsula loculicida, cilíndrica a elipsoide, leñosa, dehiscencia apical por 5 valvas que se abren unos 3/4 de la longitud o menos; semillas numerosas, aladas en un lado.

## Taxonomía
Fue descrito por Carl Ludwig Willdenow y publicado en Der Gesellsschaft Naturforschender Freunde zu Berlin, neue Schriften 3: 410, en el año 1801. La especie tipo es Luehea speciosa Willd.

## Especies seleccionadas
| - Luehea altheaeflora - Luehea burretii - Luehea burrettii - Luehea candicans - Luehea candida (Moc. & Sessé ex DC.) Mart. - guásima amarilla, guásima varia. | - Luehea conwentzii - Luehea crispa - Luehea cymulosa - Luehea densiflora - Luehea divaricata |